# カトリックマカオ教区

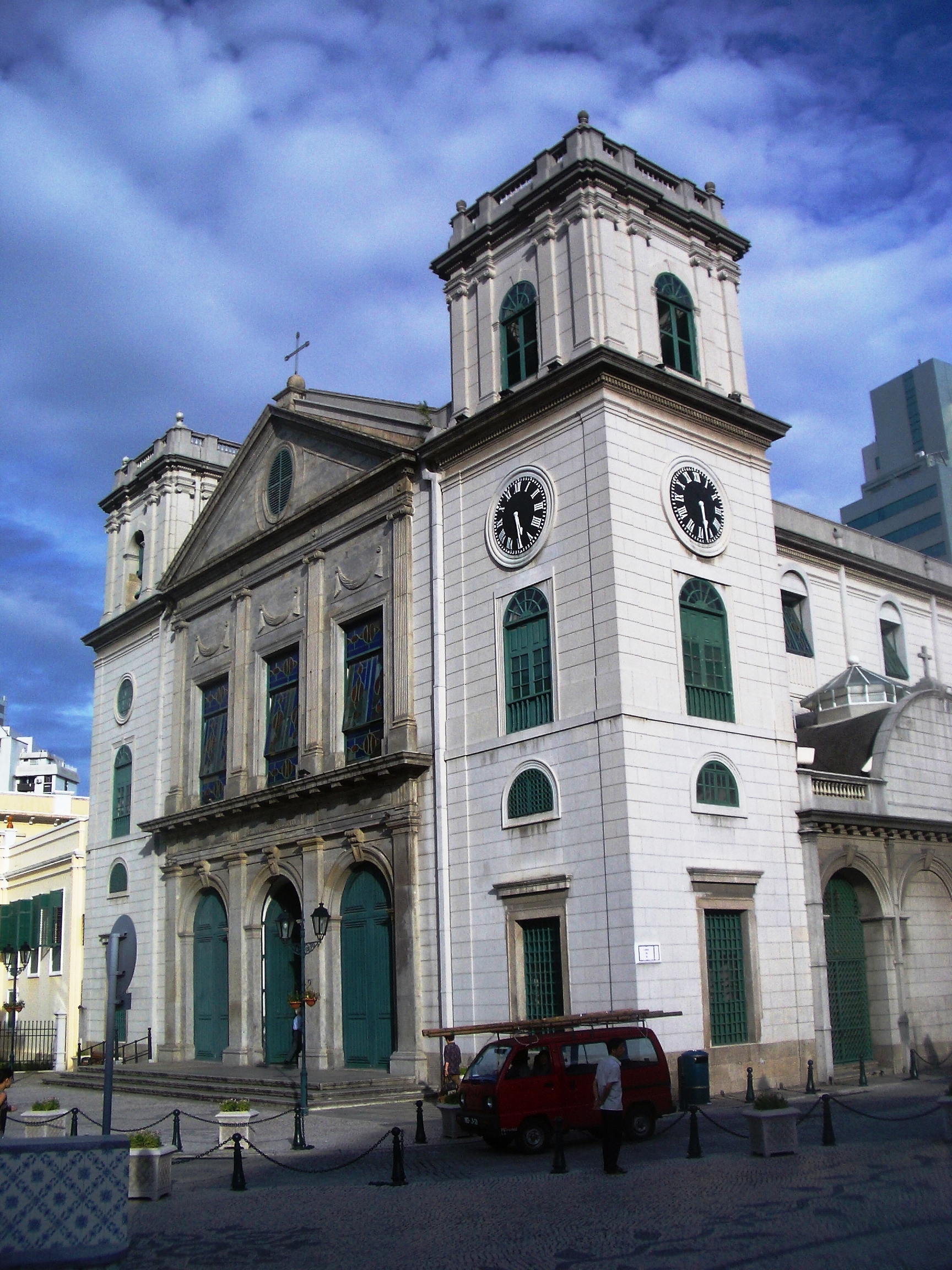
聖母聖誕司教座堂

カトリックマカオ教区（中: 天主教澳門教區、羅:  Dioecesis Macaonensis、英: Diocese of Macau、葡:  Diocese de Macau）は、中華人民共和国 マカオ特別行政区を管轄区域とするキリスト教カトリック教会の司教区。当教区の上位に大司教区はなく、直接教皇庁が統治する。司教座聖堂は聖母聖誕司教座堂。

## 沿革
- 1555年 – イエズス会士バレット神父がマカオに到達。
- 1562年 - 瘋王堂、花王堂、風順堂といったマカオ最古の教会が建設され、当初はマラッカ[1]教区（現在のマラッカおよびジョホール教区（英語版）、マラヤ）に所属。
- 1576年 - 1月23日、教皇グレゴリウス13世によりマカオ教区が設立され、ゴア[1]およびダマン[1]大司教区(英語版)（インド）管轄下の教区となる。

マカオ教区設立当時、東アジアは新たな宣教区域と位置づけられており、既成の教区は多くなかったため、管轄範囲は中国、日本、ベトナムおよび南洋諸島（フィリピンを除く）と広範囲にわたっていた。この後、カトリック教会はマカオを拠点に宣教師を派遣し、各地に使徒座代理区あるいは教区が設立されていった。

## 歴代司教（教区長）
- 初代 – メウシオル・ミゲル・カルニュエロ・レイトン（イエズス会） 1556年 – 1577年

---
- 14代 – アントニオ・ジョアキム・ジ・メディーロス 1884年 – 1897年
- 15代 – ジョゼ・マヌエル・ジ・カルバーリョ 1897年 – 1902年
- 16代 – ジョアン・パウリーノ・ジ・アゼフェド・イ・カストロ 1902年 – 1918年
- 17代 – ジョゼ・ダ・コスタ・ヌネス 1920年 – 1940年
- 18代 – ジョアン・デ・デウス・ハマーロ（イエズス会） 1942年 – 1953年
- 19代 – ポリカルポ・ダ・コスタ・バス 1954年 – 1960年
- 20代 – パウロ・ジョゼ・タバレス 1961年 – 1973年
- 21代 – アルキミーニョ・ロドリゲス・ダ・コスタ 1976年 – 1988年
- 22代 – ドミニコ林家駿 1988年 – 2003年
- 23代 – ヨセフ黎鴻昇 2003年 – 2016年
- 24代 – ステファノ李斌生 2016年 – 現在